# RK-1
RK-1 ist der Funkrufname des Rettungshubschraubers der ARA Flugrettung, welcher in Fresach stationiert ist.

## Station, Einsatz und Besetzung
Der Hubschrauber ist am Luftrettungszentrum Fresach stationiert. Er ist täglich von 7 bis 22 Uhr in Einsatzbereitschaft. Er wird von der Landesleitstelle Kärnten zu Rettungseinsätzen mit Notarztindikation alarmiert, wenn ein Notarzteinsatzfahrzeug (NEF) nicht rechtzeitig zur Verfügung steht oder die Art der Verletzung den Transport eines Patienten mittels Hubschrauber erforderlich macht. Weiterhin verfügt RK-1 über eine fest installierte Seilwinde, mit der Einsätze in alpinem Gelände durchgeführt werden können, wenn die Landung am Einsatzort nicht möglich ist.
Bei seinen Einsätzen ist RK-1 mit einem Piloten der ARA Flugrettung, einem Notarzt der Kliniken Klagenfurt, Villach, Wolfsberg und Spittal, einem Flugretter- und einem HEMS-TC (Winch Operator) des ÖRK Landesverband Kärnten besetzt. Dabei arbeiten grundsätzlich fünf feste Piloten, 17 Notärzte, sieben Flugretter und fünf HEMS-TC im Wechsel, um eine ständige Alarmbereitschaft zu garantieren.
RK-1 gehört zu den wenigen Rettungshubschraubern in Österreich, welche mit einer fest installierten Seilwinde ausgestattet sind.
Seit Gründung der Station kam eine Maschine vom Typ MBB/Kawasaki BK 117 zum Einsatz. Diese wurde im Juni 2018 durch eine moderne Airbus Helicopters H145 D-2 ersetzt. Seit August 2025 wird an der Station eine Airbus H145 D-3 mit Fünfblattrotor eingesetzt. Vorteile gegenüber der H145 D-2 mit Vierblattrotor sind eine etwas geringere Leermasse, ein gesteigerter Auftrieb sowie ein ruhigeres Flugverhalten. Die Maschine bietet damit bei gleicher Leistung eine um 150 kg höhere mögliche Nutzlast.